# Andreína Acevedo
Andreína Acevedo es una destacada deportista venezolana de la especialidad de gimnasia rítmica quien fue campeona de Centroamérica y del Caribe en Mayagüez 2010.

## Trayectoria
La trayectoria deportiva de Andreína Acevedo se identifica por su participación en los siguientes eventos nacionales e internacionales:

### Juegos Centroamericanos y del Caribe
Fue reconocido su triunfo de ser la segunda gimnasta con el mayor número de medallas de la selección de  Venezuela 
en los juegos de Mayagüez 2010.

#### Juegos Centroamericanos y del Caribe de Mayagüez 2010
Su desempeño en la vigésima primera edición de los juegos, se identificó por ser la tercera gimnasta con el mayor número de medallas entre todos los participantes del evento, con un total de 5 medallas:

- , Medalla de oro: Cuerda
- , Medalla de oro: Pelota
- , Medalla de plata: Equipos
- , Medalla de plata: Individual
- , Medalla de bronce: Cinta